# Popper Péter (pszichológus)
Popper Péter (Budapest, 1933. november 19. – Budapest, 2010. április 16.) magyar pszichológus, klinikai gyermek-szakpszichológus, pszichoterapeuta, egyetemi tanár, író.
Évtizedekig hazánk egyik legnépszerűbb pszichológusa, könyveivel, előadásaival, tanácsaival az újságokban, a rádióadásokban, a televízióban segített az embereknek a mindennapok lelki gondjainak megoldásában, eligazodni a gyermeknevelésben.

## Kutatási területe
Kutatási területei a pszichoterápia, társadalmi beilleszkedési zavarok, valláspszichológia és a fiatalkori bűnözés voltak.

## Életpályája

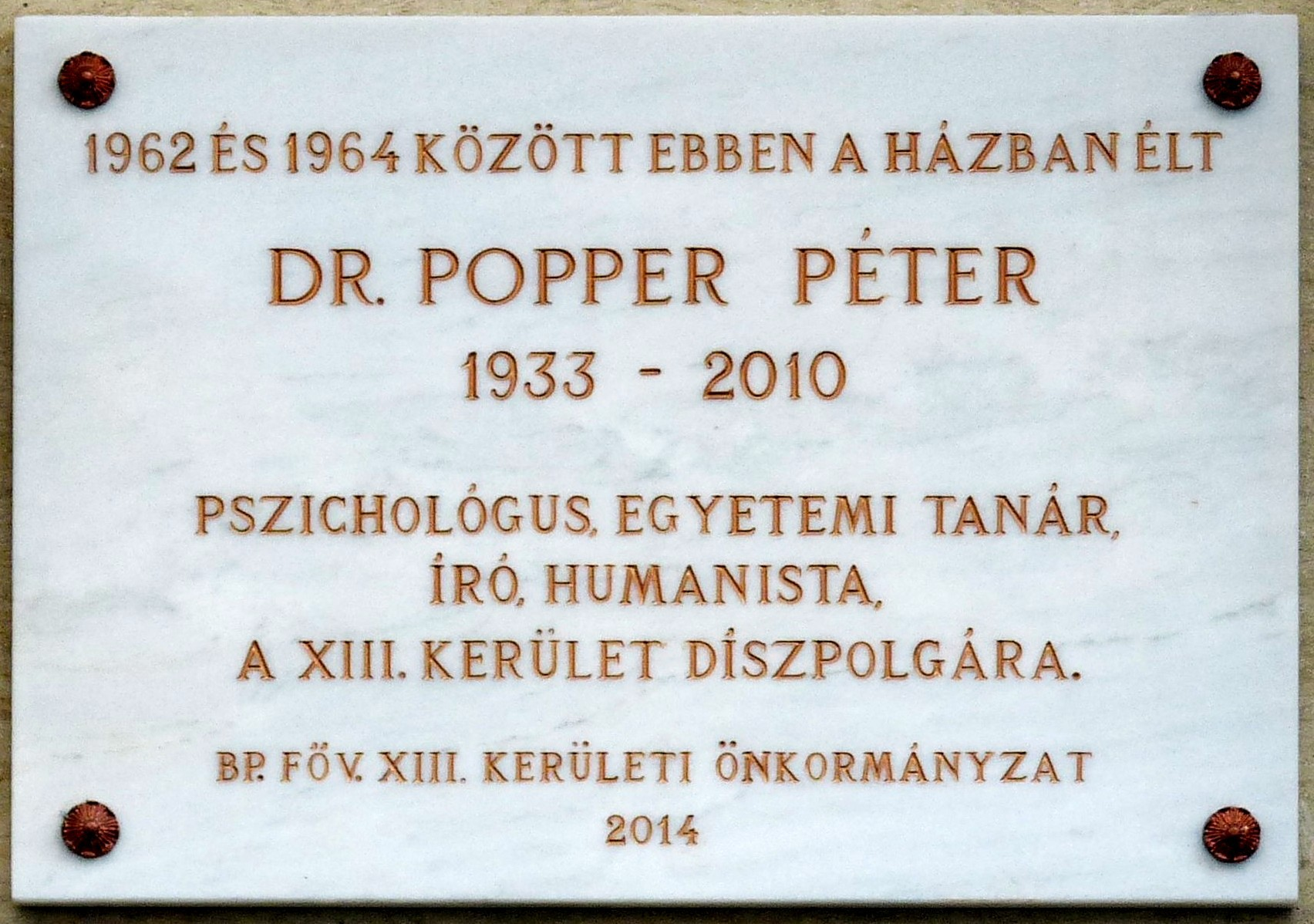
Emléktáblája egykori lakhelyén.
(Budapest, XIII. ker., Csanády u. 22.)

Anyai nagyapja Mandel Sámuel ercsi, apostagi és budapesti rabbi volt. Édesapja a szovjet-magyar Maszolaj vezetője volt.
A magyarországi zsidóüldözést bujkálva élte túl. Amikor '44-ben a mai Nyugati pályaudvarnál nyilas suhancok a szeme láttára megpofozták az apját, az 11 évesként mély nyomot hagyott benne, különösen hogy az apjának szó nélkül kellett tűrnie, mivel azoknál géppisztoly volt.
1952-ben érettségizett a budapesti Berzsenyi Dániel Gimnáziumban, ahová 1944-től járt. Felsőfokú tanulmányait Budapesten folytatta a Lenin Intézetben. Itt államvizsgázott a filozófia szak elvégzése után 1957-ben.
Filozófia szakos középiskolai tanári oklevelével a Gyógypedagógiai Tanárképző Főiskolán tudott elhelyezkedni tanulmányi osztály ügyintézői állásban (1957–1958), majd a Fiatalkorúak Átmeneti Nevelőintézetének pszichológusa lett (1958–1960). 1960-ban felvették az ELTE Jogi Karának Büntetőjogi Tanszékére aspiránsnak, majd 1963-tól a SOTE I. sz. Gyermekklinikáján tudományos munkatársi, majd tudományos főmunkatársi (1967–1980) beosztásba került. 
1969-ben érte el a kandidátusi fokozatot, a pszichológiai tudományok kandidátusává nyilvánították. 1980-ban kinevezték docensnek, 1984-ben egyetemi tanárnak. A SOTE orvospszichológiai oktatási csoportjának vezetésével bízták meg, ezt a feladatot 1980-tól 1992-ig látta el.
1992–1994 között az izraeli Bar Ilan Egyetem vendégprofesszora volt, hazaérkezve 1994–1996 között Horn Gyula miniszterelnök személyes tanácsadója lett.
1997-től a budapesti egyetemeken, főiskolákon (ELTE, MÚOSZ Újságíró Iskola, Színház és Filmművészeti Főiskola, Rabbiképző), illetve a Szegedi Tudományegyetemen is tartott előadásokat, s konzultánsa volt a Láthatatlan Kollégiumnak.
Több tudományos tisztséget töltött be, szerkesztette a Magyar Pszichológiai Szemle című szakfolyóiratot (1974–1990); az MTA Pszichológiai Bizottság és a TMB pszichológiai szakbizottság tagja volt; a Népjóléti Minisztérium Klinikai Pszichológiai Kollégiumának elnöke (1986–1994). A Nemzetközi Alkalmazott Pszichológiai Társaság választmányi bizottságának tagja volt.
Szabadidejében mindig szívesen foglalkozott szépirodalommal, maga is írt színdarabokat, amelyek közül hármat be is mutattak a nyolcvanas években.
Hosszú betegség után, 2010. április 16-án elhunyt, 20-án a Budapesti Kozma utcai izraelita temetőben helyezték örök nyugalomra, zsidó rítus szerint, annak ellenére, hogy életének utolsó harmadában sok más vallással is behatóan megismerkedett-foglalkozott (különösen a buddhizmus általános élőlény-szeretete hatott rá erősen), s ezek elemeiből saját, egyéni, magánhasználatú vallást gyúrt össze, amelyről számtalanszor nyilatkozott a Magyar Rádióban. Zsidó hitét azonban sohasem tagadta meg.

## Művei

### Kötetei magyarul

#### 1989-ig
- A kriminális személyiségzavar kialakulása; Akadémiai, Bp., 1970
- Geréb György–Popper Péter: Bevezetés a pszichológiába; Tankönyvkiadó, Bp., 1970[10]
- Popper Péter–Láng György: Általános pszichológia; Rendőrtiszti Főiskola, Bp., 1972
- Ranschburg Jenő–Popper Péter: Személyiségünk titkai. A televízió Hogy nálam különb legyen... sorozata; RTV-Minerva, Bp., 1978
- Színes pokol; Magvető, Bp., 1979 (Gyorsuló idő) Online hozzáférés
- A belső utak könyve; Magvető, Bp., 1981 (Gyorsuló idő)
- Az orvosi pszichológia alapkérdései; Orvostudományi Egyetem, Bp., 1983
- Rorschach-szótár. A Rorschach teszt gyakorlati kézikönyve; M. Vázsonyi Ibolya hagyatéka alapján összeáll. Popper Péter; Magyar Pszichológiai Társaság, Bp., 1985
- Lexikon a szerelemről; szerk. Popper Péter; Kossuth–MNOT, Bp., 1987

#### 1990–1999
- A belső utak könyve; Saxum, Bp., 1990 (Az élet dolgai)
- Az orvosi pszichológia speciális kérdései; szerk. Popper Péter; SOTE, Bp., 1990
- Az önmagába térő ösvény; Szépirodalmi, Bp., 1990 (Zsebbe való kis könyvek)
- Belső utakon; Relaxa, Bp., 1991
- Hogyan öljük meg magunkat? Pszichosztorik. A hétköznapok lélektana, válogatott publicisztika; Relaxa Magyar-Német Innovációs Kft., Bp., 1991
- A jövő orvosai. Tanulmányok a pályaalkalmasságról, a képzésről és beválásról, 1986-1990; szerk. Popper Péter; SOTE, Bp., 1991
- A pokol színei; Relaxa Magyar-Német Innovációs Kft., Bp., 1991
- Gyerekek, szülők, pszichológusok; szerk. Feuer Mária, Popper Péter; Akadémiai, Bp., 1992 (Pszichológiai műhely)
- Az Istennel sakkozás kockázata; Türelem Háza, Bp., 1995 Online hozzáférés
- A freudizmus alkonya?; szerk. Popper Péter; Új Világ, Bp., 1996 (Európai füzetek)
- Hogyan öljük meg magunkat? Pszichosztorik; 2. átdolg. kiad.; Saxum, Bp., 1996
- Istenek órája; szerk., bev. riport Erdei Grünwald Mihály; Türelem Háza, Bp., 1996
- Freud, avagy A modern individuum felfedezése. Popper Péter, Paneth Gábor, Vikár György, Erényi Tibor írásai; Napvilág, Bp., 1997 (Akik nyomot hagytak a 20. századon)
- Peloni avagy Pilátus testamentuma; Türelem Háza, Bp., 1997
- Sajtópszichológia / Popper Péter: A lelki működések alapkérdései. Pszichológia újságírók számára / Garai László: Politikai és kulturális életünk szociálpszichológiája; MÚOSZ Bálint György Újságíró Akadémia, Bp., 1998 (Sajtókönyvtár)
- Fáj-e meghalni? Mit tanítanak a halálról? Miben érdemes hinni?; Saxum, Bp., 1999 (Az élet dolgai)
- Hazugság nélkül; Saxum, Bp., 1999 (Az élet dolgai)
- Pilátus testamentuma; Saxum, Bp., 1999

#### 2000–2009
- Felnőttnek lenni... A "létező" és a "készülő" ember; Saxum, Bp., 2000 (Az élet dolgai)
- A meghívott szenvedély. Férfiak és nők titkai nyomában; Saxum, Bp., 2000 (Az élet dolgai)
- Színes pokol. Lélektani tanulmány; Saxum, Bp., 2000 (Az élet dolgai) Online hozzáférés
- Út a tükrökön át. Izraeli napló és elmélkedések; Saxum, Bp., 2000
- Holdidő; Saxum, Bp., 2001
- Van ott valaki? A valláspszichológia néhány fontos kérdéséről; Saxum, Bp., 2001 (Az égre néző ember)
- 666. A sátán a XXI. században. Modern ezoterikus tanítások a gonoszról és a sötét szurdokáról; Saxum, Bp., 2002 (Az égre néző ember)
- Lélek és gyógyítás. Kézikönyv pályakezdőknek, érdeklődőknek és kételkedőknek a pszichoterápia lehetőségeiről és határairól; Saxum, Bp., 2002 (Az élet dolgai)
- A tigris és a majom. Mihancsik Zsófia beszélget Popper Péterrel. Vallomások; Magyar Könyvklub, Bp., 2002
- Marton Frigyes–Popper Péter: Gázláng. Lágerfoglyok írásai; Saxum, Bp., 2003
- Mesterek. Beszélgetések a világról és a túlvilágról Müller Péterrel és Popper Péterrel; riporter Révai Gábor; Jonathan Miller Kft., Bp., 2003
- Ők – én vagyok. 33 legfontosabb könyvem; Saxum, Bp., 2003
- Az Írás. Az Ószövetség a Teremtés könyvétől Malakiás prófétáig; Saxum, Bp., 2004
- Az Írás. Az Újszövetség Máté evangéliumától a Jelenések könyvéig; Saxum, Bp., 2004
- Dúl Antal–Balogh Béla–Popper Péter: Önismeret, emberismeret, világismeret; Saxum–InfoMed, Bp., 2004 (Az élet dolgai)
- Az önmagába térő ösvény; 5. kiad.; Saxum, Bp., 2004 (Az égre néző ember)
- "Részemről mondjunk mancsot". Vallomás a négylábúakról, akik nélkül elviselhetetlenül sivár lenne az élet; Saxum, Bp., 2004
- Popper Péter–Rihmer Zoltán–Tringer László: Rosszkedv, szomorúság, depresszió; Saxum, Bp., 2004 (Az élet dolgai)
- Bagdy Emőke–Belső Nóra–Popper Péter: Szeretet, szerelem, szexualitás; Saxum, Bp., 2004 (Az élet dolgai)
- Csernus Imre–Kígyós Éva–Popper Péter: Titok, elhallgatás, őszinteség; Saxum–InfoMed, Bp., 2004 (Az élet dolgai)
- Feldmár András–Popper Péter–Ranschburg Jenő: Végzet, sors, szabad akarat; Saxum–InfoMed, Bp., 2004 (Az élet dolgai)
- Domján László–Popper Péter–Váradi Tibor: Félelem, hit, gyógyulás; Saxum–Affarone Kft., Bp., 2005 (Az élet dolgai)
- Holdidő; 2. bőv. kiad.; Saxum, Bp., 2005
- Kinyílt az Ég? Profán verseskönyv; Saxum, Bp., 2005
- Lelkek és göröngyök. Pszichológiai írások; Saxum, Bp., 2005
- Haraszti László–Lux Elvira–Popper Péter: Magány és társ, féltékenység és hűség; Saxum–InfoMed, Bp., 2005 (Az élet dolgai)
- Mi az élet étterme? Popper Péter beszélgető szakácskönyve, kétségekkel fűszerezett étel- és életreceptjei az Ájurvéda ősi indiai hagyománya alapján, és néha vitatkozva vele; Jonathan Miller, Bp., 2005
- Bagdy Emőke–Daubner Béla–Popper Péter: Öröm, harmónia, boldogság; Saxum–InfoMed, Bp., 2005 (Az élet dolgai)
- Popper Péter–Ranschburg Jenő–Vekerdy Tamás: Sorsdöntő találkozások: szülők és gyermekek; Saxum–Affarone Kft., Bp., 2005 (Az élet dolgai)
- Balogh Béla–Popper Péter: Mit tehetünk magunkért? Az ember belső lehetőségei; Saxum–Affarone Kft., Bp., 2005 (Az élet dolgai)
- Várj, amíg eljön az órád. Rekviem Indiáért; Saxum, Bp., 2005
- Csernus Imre–Mohás Lívia–Popper Péter: Egészséges egyén, beteg társadalom? A hamis illúziók biztonsága; Saxum–Affarone Kft., Bp., 2006 (Az élet dolgai)
- Egy illúzió halála. Keserű gyógykönyv gyanakvó fiataloknak és csalódott öregeknek; 2. kiad.; Saxum, Bp., 2006 Online hozzáférés
- Fáj-e meghalni? Mit tanítanak a halálról? Miben érdemes hinni?; átdolg. kiad.; Saxum, Bp., 2006 (Az élet dolgai)
- Hazugság nélkül; átdolg. kiad.; Saxum, Bp., 2006 (Az élet dolgai)
- Kizökkent az idő. Drámaügyi mosolygások és mérgelődések; Saxum, Bp., 2006
- Csepeli György–Kígyós Éva–Popper Péter: Magára hagyott generációk. Fiatalok és öregek a XXI. században; Saxum–Affarone Kft., Bp., 2006 (Az élet dolgai)
- Váradi Tibor–Horváth Zoltán–Popper Péter: A megbetegítő lélek. Civilizációs betegségek; Saxum–Affarone Kft., Bp., 2006 (Az élet dolgai)
- Napidő. Húsz portré; Saxum, Bp., 2006
- Kígyós Éva–Kalo Jenő–Popper Péter: Önként vállalt vakság. Menekülés a hétköznapokba; Saxum–Affarone, Bp., 2006 (Az élet dolgai)
- Mireisz László–Popper Péter–F. Várkonyi Zsuzsa: Önzés és csalódás. A bennünk lakó árnyék; Saxum–Affarone Kft., Bp., 2006 (Az élet dolgai)
- Vallásalapítók. Ábrahám, Mózes, Buddha, Názáreti Jézus, Lao Ce, Konfucius, Mohamed és Luther sorsa és jelleme; Saxum, Bp., 2006 Online hozzáférés
- Ingovány. A rejtőzködő lélek keresése; Saxum, Bp., 2007
- Pándy Mária–Ranschburg Jenő–Popper Péter: Láthatatlan ellenségek. Gyávaság, gyűlölet, erőszak; Saxum–Affarone, Bp., 2007 (Az élet dolgai)
- Praxis, avagy Angyalok a tű fokán. Vallomás a lelki gyógyító ritka diadaláról és gyakori bukásáról; Saxum, Bp., 2007
- A széthasadt kárpit. Írások a hitről és a vallásról; Saxum, Bp., 2007
- A tigris és a majom. Popper Péterrel beszélget Mihancsik Zsófia. 2001-2002, 2007; Saxum, Bp., 2007
- Út az istenektől Istenhez; Saxum, Bp., 2007 (Az égre néző ember)
- Kalo Jenő–Paulinyi Tamás–Popper Péter: Vezetnek vagy megvezetnek? Mesterek, tanítók, lelki vezetők ma; Saxum–Affarone Kft., Bp., 2007 (Az élet dolgai)
- Beszélgetések a világról és a túlvilágról Müller Péterrel és Popper Péterrel; riporter Révai Gábor; Corvina, Bp., 2008
- Ne menj a romok közé! A megszakadt kapcsolatok tragikuma; Saxum, Bp., 2008 (Az élet dolgai)
- A nem értés zűrzavara. Ezoterikus hiedelmek és téves tanítások; Saxum, Bp., 2008 (Az égre néző ember)
- A reggel és az este jógája. A nap belső csendjének és derűjének megteremtése. Jóga, meditáció, relaxáció; Saxum, Bp., 2008 + CD
- Lux Elvira–Popper Péter–Mohás Lívia: Empátia. Az emberi kapcsolatok érzékenysége; Saxum, Bp., 2009 (Az élet dolgai)
- Popper Péter–Ranschburg Jenő–Vekerdy Tamás: Az erőszak sodrásában; Saxum, Bp., 2009 (Az élet dolgai)
- Hordaléktalajon. Naplórészletek, versek, novellák és egyéb írások; Saxum, Bp., 2009
- Tűz a hegyen. 15 év után... A szerző kalandozásai Izraelben és önmagában; átdolg., bőv. kiad.; Saxum, Bp., 2009
- Válság és megújulás. Kívül és belül. Siva nevető tánca; Saxum, Bp., 2009

#### 2010–
- Popper Péter–Csányi Vilmos–Persányi Miklós: Egymásra nézve... Társaink a tengerimalacoktól a csimpánzokig; Saxum, Bp., 2010 (Az élet dolgai)
- Kiadatlan írások; melléklet: Popper-parádé '77 [Popper Péter rajzai]; Saxum, Bp., 2010
- Különben jól vagyok. Popper Péter emlékére; vál. Zolnay-Laczkó Katalin; Saxum, Bp., 2010
- Lélekrágcsálók. Válogatás Popper Péter legjobb előadásaiból; szerk. Gutman Bea; Kulcslyuk, Bp., 2010
- Sárkányok barlangja. Könyv egy nem létező ember gondolatairól az abszurd világban, vagyis rólad és rólam; Saxum, Bp., 2010
- Tűnődések napról napra; Saxum, Bp., 2010
- Az élet sója. Gondolatok a zsidó vallásról és a zsidóságról; lejegyezte, szerk. Zolnay-Laczkó Katalin; Saxum, Bp., 2011
- Felnőttnek lenni... A "létező" és a "készülő" ember; jav. kiad.; Saxum, Bp., 2011 (Az élet dolgai)
- A kő, a víz és a kutya. Önarckép egy portréfilm alapján; Saxum, Bp., 2011 + DVD
- A meghívott szenvedély. Férfiak és nők titkai nyomában; jav. kiad.; Saxum, Bp., 2011 (Az élet dolgai)
- A pokol színei; Saxum, Bp., 2011
- Párkapcsolat körkép; lejegyezte, szerk. Zolnay-Laczkó Katalin; Saxum, Bp., 2012 + CD
- A rejtőzködő lélek keresése. Pszichológiai írások; Saxum, Bp., 2012
- Ranschburg Jenő–Popper Péter: Személyiségünk titkai. Hogy nálam különb legyen...; Saxum, Bp., 2012
- Érteni és elengedni. Felnőtté válásunk, lelki egészségünk; lejegyezte, szerk. Zolnay-Laczkó Katalin; Saxum, Bp., 2013 + CD
- Holdidő; bőv. kiad.; Saxum, Bp., 2013
- A kriminalitásig súlyosbodó személyiségzavarok pszichikai tényezőinek vizsgálata; Saxum, Bp., 2014
- Amor fati. Szeresd a sorsodat!; lejegyezte, szerk. Zolnay-Laczkó Katalin; Saxum, Bp., 2016 + CD
- Raj Tamás: A kabbala tankönyve. Életmód és tudomány; tan. Popper Péter, Rajnai Éva, Tarnóc János; Makkabi, Bp., 2016
- Hogyan választunk magunknak sorsot? Válogatás Popper Péter előadásaiból; Kulcslyuk, Bp., 2020

### Kötetei idegen nyelven
- Ranschburg Jenő–Popper Péter: Szekreti licsnosztyi (Személyiségünk titkai); oroszra ford. N. M. Kurenna, I. F. Kurennij; Pedagogika, Moszkva, 1983
- Basic questions of medical psychology (Az orvosi pszichológia alapkérdései); SOTE, Bp., 1991
- Besondere Fragen der medizinischen Psychologie (Az orvosi pszichológia speciális kérdései); szerk. Popper Péter; SOTE, Bp., 1991
- Grundfragen der medizinischen Psychologie (Az orvosi pszichológia alapkérdései); Orvostudományi Egyetem, Bp., 1985
- Training der Gefühle. Emotionales Gleichgewicht, Selbstkontrolle, Konzentration, Meditation (A belső utak könyve); Volk und Gesundheit, Berlin, 1990
- Special features of medical psychology (Az orvosi pszichológia speciális kérdései); szerk. Popper Péter; SOTE, Bp., 1991
- Studies in clinical psychodiagnostics and psychotherapy / editor-in-chief Lajos Kardos ; assistant editor Csaba Pléh ; consultant editor Péter Popper. – Budapest : Akadémiai Kiadó, 1987. – 191 p.

### Cikkek, tanulmányok
- "Ne félj, amíg engem látsz?" / [Riporter:] Bokor Judit. In: CET. 1994. máj.-jún. p. 50-60. "Szikárra edzett nehéz dárdahegy" In: Mozgó Világ. 2000. 1. sz. p. 83-89.
- Álominterjú Mérei Ferenccel In: Kritika. 1993. 5. sz. p. 30-31.
- Antiszociális csoportok keletkezése fiatalkorban In: Tanulmánygyűjtemény az inadaptált serdülők pedagógiája köréből / [Szerk.]: Murányi-Kovács Endréné. – Budapest: Tankvk, 1987. – p. 325-332.
- Asklepiostól Mercuriusig. In: A jövő orvosai: Tanulmányok a pályaalkalmasságról, a képzésről és beválásról, 1986-1990 / szerk. Popper Péter /. – Budapest : SOTE, 1991. – p. 1-11.
- A biblikus gondolkodásmód és a pszichoanalízis In: Thalassa. 1990. 1. sz. p. 53-60. A családi értékrend In: Élet és Tudomány. 1972. 4. sz. p. 162-165.
- Difficulties of family adjustment of adopted children In: Research Review. 1989. No. 1. p. 153-156.
- Ember és transzcendencia. [1-2.] In: Élet és tudomány. 1998. 15, 17. sz. p. 460-461, 524-525.
- Ember és transzcendencia. [Folyt.] In: Élet és tudomány. 1998. 19. sz. p. 588-589.
- Az énkép és az énerők fejlődése a szociális tanulás során In: Pszichológia. Szöveggyűjtemény óvodapedagógus hallgatóknak / [Szerk.]: Lakatos Margit, B. ; Serfőző Mónika. – Budapest : Trifer, 1999. – p. 159-175.
- És hamarosan a sötétség? In: Kritika. 1993. 11. sz. p. 4-5.
- Farkasházy Tivadar – Molnár Gál Péter – Pálos György – Czabán György – Popper Péter Tévéink humora. [Riporter:] Sándor Erzsi In: Mozgó világ. 2000. 4. sz. p. 29-38.
- Freud, a pszichológia Buddhája. In: Magyar lettre internationale. 1994/95. p. 70-74.
- A gyermek agresszív viselkedésének néhány kiváltó okáról In: Pszichológia. Szöveggyűjtemény óvodapedagógus hallgatóknak / [Szerk.]: Lakatos Margit, B. ; Serfőző Mónika. – Budapest : Trifer, 1999. – p. 227-229.
- A gyermek erkölcsi világképe a színházi élmény szempontjából In: Tanulmányok a gyermekszínházról / [szerk. Földényi F. László]. – Budapest : MSZI, 1987. – p. 93-103.
- Gyermek- és serdülőkorú devianciák háttere és prognózisa 1980-85 között végzett kutatómunka alapján In: A társadalmi beilleszkedés zavarainak kutatása. Tájékoztató bulletin / [Szerk.]: Kolozsi Béla ; Münnich Iván. -. Budapest : IM Bv. Háziny. , 1986. – p. 105-148
- A gyermeki gondolkodás a színházi élmény szempontjából. In: Tanulmányok a gyermekszínházról / [szerk. Földényi F. László]. – Budapest : MSZI, 1987. – p. 51-63.
- A gyermekkori félelmek keletkezéséről In: Pszichológia. Szöveggyűjtemény óvodapedagógus hallgatóknak / [Szerk.]: Lakatos Margit, B. ; Serfőző Mónika. – Budapest : Trifer, 1999. – p. 222-226.
- Győri György A bűnöző személyisége. Beszélgetés Popper Péter pszichológussal In: Élet és Irodalom. 1976. 33. sz. 7. p.
- Hegedűs T. András A pszichológia nagykorúsága: Est necesse navigare? In: Magyar Pszichológiai Szemle. 1981. 6. sz. p. 620-623. Popper Péter: A belső utak könyve c. műve kapcsán.
- Iványi Gábor – Komoróczy Géza – Popper Péter Hitről, vallásról, szektákról, fanatizmusról. [Riporter:] Mihancsik Zsófia. In: Mozgó világ. 1993. 7. sz. p. 3-26.
- A klinikai pszichológus szakértői munkájának módszertani kérdései. Célkitűzés In: Bűnöző fiatalok. A bűnözés megelőzésének kérdései. Válogatás kriminálpszichológiai tanulmányokból / [Szerk.]: Münnich Iván ; Szakács Ferenc. – Budapest : Tankvk., 1990. – p. 379-391.
- A kóros kövérség és soványság psychológiai vonatkozásai In: Az extrém tápláltsági állapotok / szerkesztette Eckhardt Sándor ; Gyenes György. – Budapest:Akadémiai Kiadó, 1979. – p. 123-130.
- A kriminális személyiség sajátos reakciómódja In: Szemelvények a hazai gyermek- és ifjúságvédelem irodalmából. Szöveggyűjtemény / [Szerk.]: Gáti Ferenc. – Budapest : Tankvk., 1989. – p. 85-98.
- Kriminálpszichológia In: Alkalmazott pszichológia / [Szerk.]: Lénárd Ferenc. – Budapest : Gondolat Kvk., 1984. – p. 453-498.
- Lehet egy javaslattal több? In: A jövő orvosai: Tanulmányok a pályaalkalmasságról, a képzésről és beválásról, 1986-1990 / szerk. Popper Péter /. – Bp.: SOTE, 1991. – p. 240-250.
- A lelki működések alapkérdései. Pszichológia újságírók számára In: Sajtópszichológia. – [Szerk.]: Földes Anna. – Budapest : MÚOSZ Bálint György Újságíró Akadémia, 1998. – p. 7-76.
- A magatartás pszichológiai szabályozása In: A biológiai szabályozás / szerkesztette Csaba György; [írta Vekerdi László et al.]. – Budapest : Medicina, 1978. – p. 305-336.
- Miért kriminalizálódik a világ? In: Főiskolai Figyelő /Rendőrtiszti Főisk./ 1996. 3. sz. p. 30-40.
- Miről vitatkozunk – és miért nem tudjuk abbahagyni? /"Képtisztázás" a "Pszichológia" 1981. 2. számában megjelent szerkesztőségi cikk javaslatára/ In: Magyar Pszichológiai Szemle. 1981. 4. sz. p. 414-417.
- Az orvosi pályán való beválás kutatásának lehetőségei In: A jövő orvosai: Tanulmányok a pályaalkalmasságról, a képzésről és beválásról, 1986-1990 / szerk. Popper Péter /. – Budapest : SOTE, 1991. – p. 23-27.
- Orvospedagógia alulnézetből In: A jövő orvosai : Tanulmányok a pályaalkalmasságról, a képzésről és beválásról, 1986-1990 / szerk. Popper Péter. – Budapest : SOTE, 1991. – p. 114-120.
- Paradox kísértések a XX. század varázshegyén In: A jövőorvosai: Tanulmányok a pályaalkalmasságról, a képzésről és beválásról, 1986-1990 / szerk. Popper Péter. – Budapest : SOTE, 1991.- p. 40-45.
- A polgár a vérzivatarban. A lélektani aspektus. In: Mozgó világ. 1999. 1. sz. p. 69-72.
- Popper Péter – Csányi Vilmos – Csirke Ernő – Csige József – Kulin Ferenc – Horn Gábor Az iskola maga az élet. Pódiumvita arról, milyen képet közvetít az iskola a társadalomról és az emberről In: Új Pedagógiai Szemle. 1998. 1. sz. p. 59-74.
- Popper Péter – Rékai Gábor Még mindig? Hétköznapi fasizmus Magyarországon. [Közread.]: Gellért András In: Kritika. 1988. 6. p. 31-35.

Elhangzott 1987. február 12-én a Kossuth Rádióban. 
- Profán rekviem. Dr. Szinetár Ernő emlékére. /1902-1996./ In: Élet és irodalom. 1996. 17. sz. 7.p.
- Racionalitás és mítosz az európai kultúrkörben. In: Tattva. 1998. 1. sz. p. 17-19.
- A serdülők alkoholizmusáról In: Alkohológia. 1972. 4. sz. p. 144-147.
- Szabad asszociációk az "orvos" hívószóra In: A jövő orvosai: Tanulmányok a pályaalkalmasságról, a képzésről és beválásról, 1986-1990 / szerk. Popper Péter /. – Budapest: SOTE, 1991. – p. 178-181.
- Szondy Mária – Popper Péter – Métneki Júlia – Czeizel Endre Súlyos értelmi fogyatékosok kóreredeti vizsgálata In: Orvosi Hetilap. 1976. p. 1017-1020.
- A szülő-gyermek kapcsolat alakulásának gyökerei In: A családi élet mai problémái: Ahogyan hazai szakértőink látják / [írta Szabady Egon ... et al.]. – Budapest: Tankvk., 1980. – p. 42-48.
- A tehetség utat tör: beszélgetés Popper Péter egyetemi tanárral / Popper Péter In: Tehetség. 1995. 2. sz. p. 6-7. Közreműködők: Százdi Antal
- A tevékenység szerepe az ember életében In: Óvodapedagógiai nyári egyetem Kecskeméten, 1983 / [összeáll. Horváth Béla] ; [előadó Popper Péter et al.]. – Kecskemét : [Óvónőképző Int.], 1983 [!1984]. – p. 13-37.
- Tóra pszichológiai, etikai értékei a modern kultúrában. In: Szombat. 1996. 1. sz. p. 3-5.
- Választás után. Egy vereség lélektani anatómiájának vázlata. In: Mozgó világ. 1998. 9. sz. p. 3-12 1995. 49. sz. p. 1548-1549.
- A vallás lélektana: Hit és hiszékenység. In: Élet és tudomány 1996. 15. sz. p. 456-457.
- A vallás lélektana: A csend mögött. In: Élet és tudomány. 1996. 1. sz. p. 8-9.
- A vallás lélektana: A drámai lény. In: Élet és tudomány. 1996. 7. sz. p. 136-137.
- A vallás lélektana: A mitologikus gondolkodás. In: Élet és tudomány. 1995. 47. sz. p. 1480-1481.
- A vallás lélektana: A sötét szurdok. In: Élet és tudomány 1996. 5. sz. p. 204-205.
- A vallás lélektana: A tér a vallásos világképben. In: Élet és tudomány. 1995. 45. sz. p. 1416-1417.
- A vallás lélektana: Az idő a vallásos világképben. In: Élet és tudomány. 1995. 51. p. 1612-1613.
- A vallás lélektana: Az ismeretlen tartomány. In: Élet és tudomány. 1996. 3. sz. p. 72-73.
- A vallás lélektana: Gondolkodásunk szintjei. In: Élet és tudomány. 1995. 41, 43. sz. p. 1292-1293, 1354-1355.
- A vallás lélektana: Rend és tekintély. In: Élet és tudomány 1996. 12. sz. p. 372-373.
- Vaskuti Pál – Sas Tamás – Popper Péter: Amikor a keret színesebb a képnél, avagy miért érthető félre a Rosszfiúk című film? [Riporter:] Büki Péter. In: Család, gyermek, ifjúság. 2000. 2. sz. p. 38-45.
- Vita közben: az alkoholizmus. [Közrem.]: Regős István – Andorka Rudolf – Boór Károly – Buda Béla – Fekete János – Gál Zoltán – Hegedüs György – Popper Péter In: Látóhatár 1975. 6. sz. p. 143-204.
- A zsidó-keresztény kultúra hatása a pszichoterápiára In: Múzsák a díványon. Pszichoterápia és kultúra / [Szerk.]: Füredi

János ; Buda Béla. – Budapest : Magyar Pszichiátriai Társaság, 1992. – p. 131-146.

### Színdarabjai
- Színes pokol (1985)
- Útvesztő (1987)
- Kék balett (1988)

## Díjai, elismerései
- A Magyar Köztársasági Érdemrend középkeresztje (2004)
- XIII. kerület díszpolgára (2008)